# Limbomania
Limbomania is een tweejaarlijks popconcours dat wordt georganiseerd door de Belgische provincie Limburg. Doel is het ontdekken van jong Limburgs muzikaal talent. Het concours begint met verschillende voorrondes in Limburgse jeugdhuizen. De beste deelnemers mogen doorgaan naar de finale die plaatsvindt in de Muziekodroom te Hasselt. Limbomania bestaat sinds 1995.
Zowel individuele muzikanten als bands kunnen deelnemen aan het concours. Bij bands dient minstens de helft van de bandleden in Belgisch Limburg te wonen. Finalisten van de vorige edities van Limbomania alsook de finalisten van enkele andere Limburgse muziekwedstrijden zijn uitgesloten van deelname. Men kan slechts deelnemen aan één provinciaal popconcours: FrappantPOP, Het Kampioenschap van Brussel, Limbomania, Oost-Vlaams Rockconcours, Rockvonk of Westtalent.

## Winnaars
- 2017: Fornet
- 2015: Universe
- 2013: Evil Invaders
- 2011: Polaroid Fiction
- 2009: JFJ
- 2007: The Galacticos
- 2005: The Rones
- 2003: The Killbots
- 2001: Starfield Season
- 1999: Disfunktional
- 1997: Nostoc
- 1995: Underdog!?